# Hooglandmotmot
De hooglandmotmot (Momotus aequatorialis) is een vogel uit de familie motmots (Momotidae).

## Verspreiding en leefgebied
Deze soort komt voor van de Andes van het noordelijke deel van Centraal-Colombia tot westelijk Bolivia en telt twee ondersoorten:
- M. a. aequatorialis: het westelijke deel van Centraal-Colombia en oostelijk Ecuador.
- M. a. chlorolaemus: oostelijk Peru en westelijk Bolivia.